# François d'Orléans (1982)
Pour les articles homonymes, voir François d'Orléans.
François Carl Frédéric Bruno Marie d'Orléans, comte de Dreux, est un membre de la maison d’Orléans et un paysagiste, né à Madrid, le 10 février 1982,.

## Biographie

### Famille
Né le 10 février 1982 à la clinique Santa Cristina de Madrid, François d'Orléans est le second fils de Michel d'Orléans (1941), comte d'Évreux, et de sa première épouse Béatrice Pasquier de Franclieu (1941). Il est le benjamin des 40 petits-enfants du prince Henri d'Orléans (1908-1999), comte de Paris et prétendant orléaniste au trône de France,.
Baptisé le 30 mars 1982, en l'église Saint-Jérôme-le-Royal, à Madrid, en présence de la famille royale espagnole, il a pour parrain son oncle paternel par alliance, le comte Friedrich Karl von Schönborn-Buchheim et pour marraine, une amie de ses parents la baronne Karl de Mandat-Grancey, née Rosario Gimenez Elizalde.
François d'Orléans passe son enfance auprès de ses sœurs Clotilde (1968) et Adélaïde (1971) et de son frère Charles-Philippe (1973) à Madrid, où ses parents sont établis depuis 1973. Le comte et la comtesse d'Évreux se séparent en 1994. Leur divorce est prononcé par la cour d'appel de Paris en 2012.

### Mariage et descendance

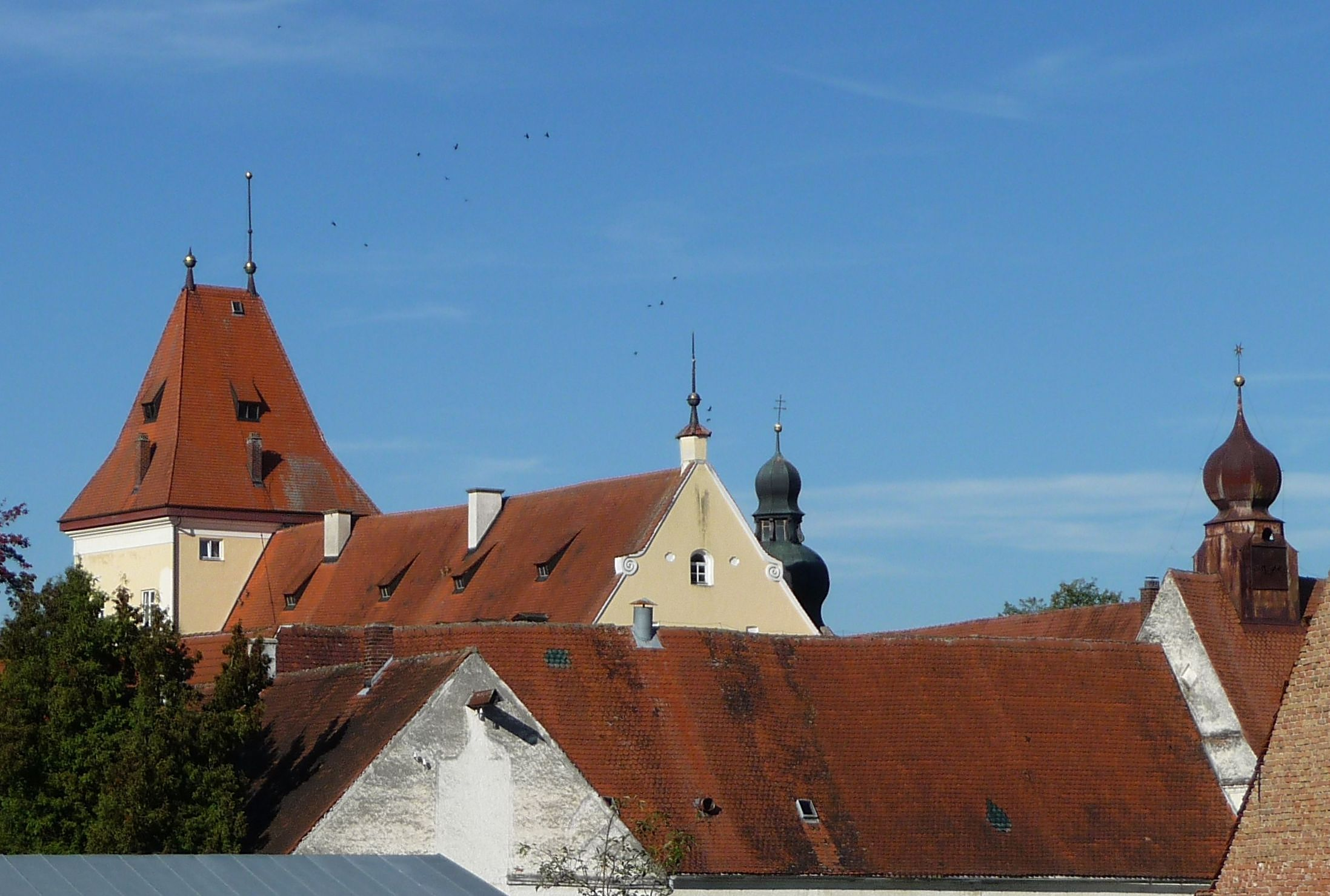
Le château de Niederaichbach où se sont mariés François et Theresa d'Orléans en 2014.

Armes de la comtesse de Dreux née Theresa von Einsiedel.

Le 25 juillet 2014, François d'Orléans, qui reçoit, le même jour, le titre de courtoisie de comte de Dreux, épouse civilement Theresa von Einsiedel, journaliste, née à Munich, le 17 janvier 1984,. Le lendemain du mariage civil, a lieu la cérémonie religieuse en la basilique Saint-Jacques de Straubing, avant une réception au château de Niederaichbach, arrondissement de Landshut, près de Ratisbonne, que possède la famille de la fiancée. Sont présents plus de 300 invités,.
La mariée est la troisième fille et le quatrième des sept enfants de Curt Hildebrand von Einsiedel (1944) et de la princesse Amelie von Urach, comtesse de Wurtemberg (1949),. Theresa von Einsiedel descend notamment de Guillaume d'Urach, un roi éphémère de Lituanie en 1918 sous le nom de Mindaugas II, de Florestan Ier, prince de Monaco, ou encore de Guillaume IV, grand-duc de Luxembourg.
Les mariés, qui se sont rencontrés en 2011 lors d'un bal donné à Vienne par la princesse Marie d'Orléans et vivent ensemble depuis l'été 2012, partagent de nombreux ancêtres. En effet, tous deux descendent de plusieurs souverains : Louis-Philippe Ier, roi des Français, Jean VI, roi de Portugal, ou encore Léopold II, empereur du Saint Empire.
Le couple a quatre enfants,,,, :
- Philippe d'Orléans, né à Palma de Majorque, le 5 mai 2017 ;
- Marie-Amélie d'Orléans, née à Palma de Majorque, le 8 février 2019 ;
- Raphaël d'Orléans, né le 4 septembre 2021 ;
- Nicolas d'Orléans, né en 2025.

### Formation et carrière
François d’Orléans étudie à Madrid, d'abord chez les religieuses de l'Union-Chrétienne de Saint-Chaumond, puis au lycée français de la capitale espagnole. Il termine ses études à Downside School (en), un collège dépendant d'une abbaye bénédictine à Stratton-on-the-Fosse, dans le Somerset (Royaume-Uni), où il obtient son baccalauréat. Il poursuit ensuite des études de paysagiste. Après l'obtention de son diplôme de l’École d’architecture et du paysage en Espagne, en 2010, et à l'issue d'une collaboration de cinq ans avec le paysagiste Louis Benech, François d'Orléans crée son propre cabinet à Palma de Majorque en Espagne, où il réside depuis 2016,. Même s'il a étudié durant trois ans l'informatique, le prince nourrit depuis longtemps une passion pour le jardinage et la botanique. De sa passion, il a créé sa profession. Initialement, il conçoit et réalise des jardins destinés à des Français, comme Vianney d'Alançon propriétaire du château de Saint-Vidal en Haute-Loire, où il a collaboré au jardin à la Le Nôtre,,. Sa clientèle devient également internationale, tant pour des particuliers, que pour des institutions qui le mandatent afin de redonner vie à des jardins abandonnés, tout en tentant de concilier l'économie et l'écologie.
Son engagement pour la durabilité repose sur une analyse du terrain et l'intégration optimale de la flore locale dans le paysage. Il affirme : « J'aime la symétrie et l'ordre, mais en même temps je m'adapte à la géographie ». L'eau étant une ressource rare à Majorque, le paysagiste tente d'en utiliser le moins possible. Dès lors, explique-t-il : « avec un partenaire et un ami, nous étudions comment créer un jardin avec une irrigation par submersion, comme le faisaient les Arabes. C'est aussi un projet social, pour que les gens apprennent à mieux utiliser et gérer l'eau ». Hormis Louis Benech, François d'Orléans est également influencé par le concepteur de jardins néerlandais Piet Oudolf. Enfin, il espère que : « La maison du futur sera en harmonie avec la nature… que le paysagiste ne viendra plus après l'architecture, mais fera partie intégrante du projet, et que cela nous rendra plus heureux en tant que société ».

### Ordre militaire et hospitalier de Saint-Lazare de Jérusalem

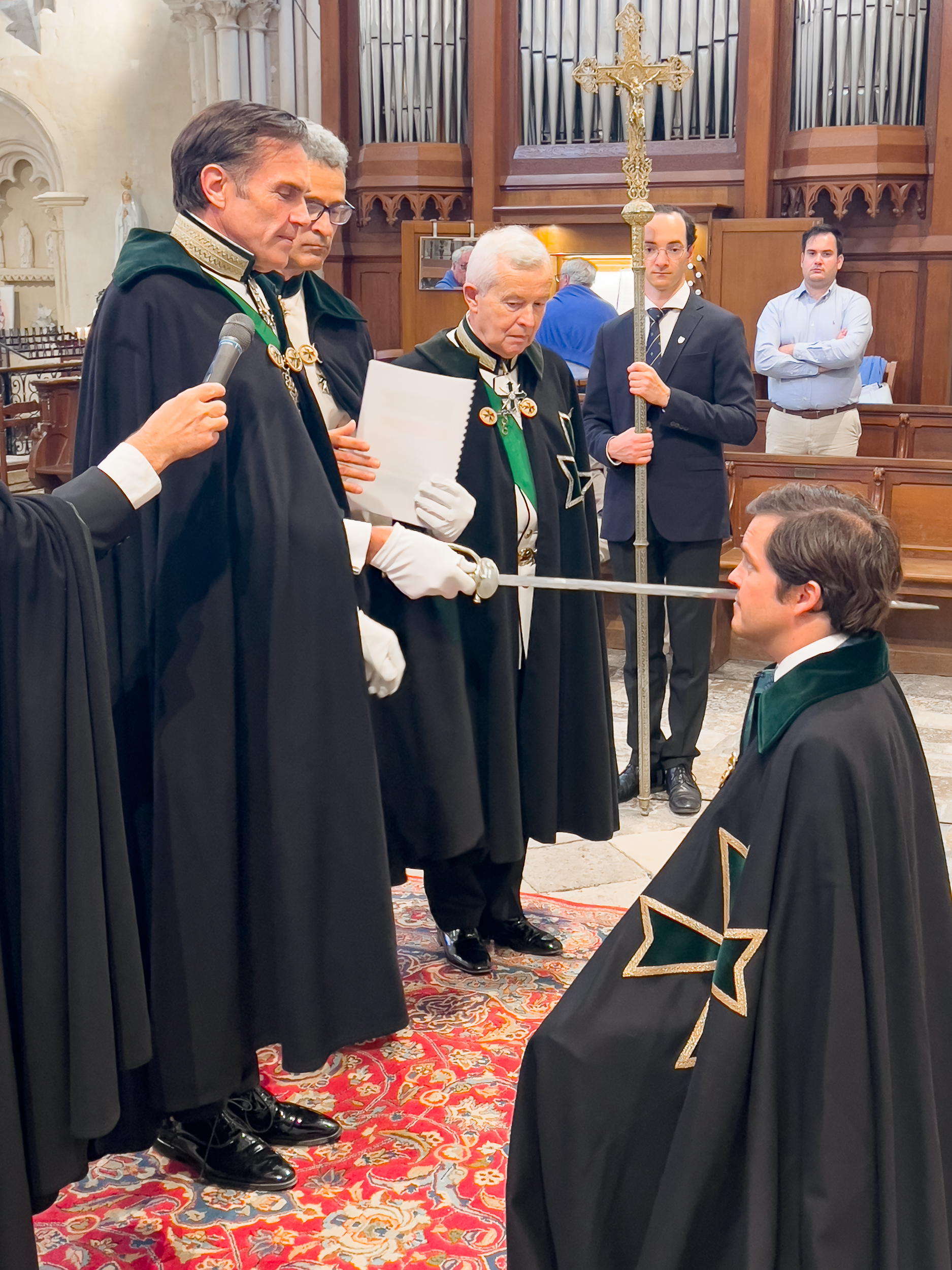
Investiture du prince François d'Orléans, comte de Dreux, à Orléans, le 10 juin 2023.

Le 10 juin 2023 à Orléans, François d'Orléans reçoit de son frère aîné, le prince Charles-Philippe d'Orléans, duc d'Anjou, les insignes de grand-croix de l'ordre militaire et hospitalier de Saint-Lazare. Le 15 septembre 2023, il est élu 51e grand maître de l'ordre, en remplacement de Jan, comte Dobrzenský de Dobrzenicz (en), 50e grand maître démissionnaire. Il est installé le lendemain en l'Abbaye de Maredsous.
L'élection du comte de Dreux intervient quelques semaines après que le chef de la maison de France, le prince Jean d'Orléans, comte de Paris, a affirmé dans son communiqué du 23 juillet 2023 ne pas reconnaître l'ordre de Saint-Lazare et ne pas reprendre le titre de « protecteur temporel » de l'ordre pris par son père, le prince Henri d'Orléans, comte de Paris et duc de France, entre 2004 et 2012.
Depuis les années 1960, un conflit concernant la gouvernance a surgit au sein de l'ordre de Saint-Lazare, conduisant à sa scission en deux obédiences : celle dite « de Malte », conduite par les ducs de Séville, et celle dite « de Paris », conduite par les ducs de Brissac. En mars 2004, un chapitre-général s'est tenu à Toronto et a procédé à l'élection de Francisco de Borbón y Escasany, duc de Séville, grand maître sortant de l'obédience de Malte et comme grand maître des deux obédiences réunifiées, par 574 voix contre 47 pour le prince Charles-Philippe d'Orléans,. Les chevaliers n'acceptant pas l'élection du duc de Séville ont organisé leur propre chapitre-général, le 10 septembre 2004, aboutissant à l'élection de Charles-Philippe comme grand maître d'une nouvelle obédience, appelée « obédience d'Orléans », celle-ci étant placée sous la « protection temporelle » du comte de Paris et duc de France. Ce dernier a retiré sa protection en 2012 par communiqué, mais depuis, l'obédience d'Orléans de l'ordre de Saint-Lazare a continué de revendiquer un lien avec la maison de France, notamment dans une « déclaration de légitimité » d'octobre 2022.

### Opinions
François d'Orléans refuse d'entrer personnellement en politique, mais il estime que « les grandes traditions françaises ont été anéanties pour le bien de la république. ». Il considère que la monarchie espagnole, incarnée aujourd'hui par le roi Felipe, apporte, en dépit des turbulences, la stabilité au pays. Selon lui, les traditions revêtent une importance majeure et, en France, elles ont été représentées par le général de Gaulle lequel était, selon ses dires, « très monarchiste. ». Toutefois, son frère, ses sœurs et lui ont été éduqués de manière réaliste, et il estime qu'il n'y aura plus jamais de roi en France, raison pour laquelle « il est nécessaire de travailler pour s'assurer un avenir. »

## Titres et honneurs

### Titulature
Les titres portés actuellement par les membres de la maison d’Orléans n’ont pas d’existence juridique en France et sont considérés comme des titres de courtoisie. Ils sont attribués par le chef de maison.
- 10 février 1982 - 24 juin 1999 : comte François d'Évreux (naissance[35]) ;
- 24 juin 1999 - 27 juillet 2014 : Son Altesse Royale le prince François d'Orléans ;
- depuis le 27 juillet 2014 : Son Altesse Royale le comte de Dreux[5].

### Honneurs
- 51e grand maître de l'association Ordre militaire et hospitalier de Saint-Lazare de Jérusalem (obédience d'Orléans), élu le 15 septembre 2023, installé le lendemain à l'abbaye de Maredsous[29].
- Grand-croix de justice de l’ordre militaire et hospitalier de Saint-Lazare de Jérusalem, le 10 juin 2023[28].

## Ascendance
|  |                                             |  |  |  |  |  |  |  |  |  |  |  |  |  |  |  |
|  | 16. Robert d'Orléans                        |  |  |  |  |  |  |  |  |  |  |  |  |  |  |  |
|  |                                             |  |  |  |  |  |  |  |  |  |  |  |  |  |  |  |
|  |                                             |  |  |  |  |  |  |  |  |  |  |  |  |  |  |  |
|  | 8. Jean d'Orléans                           |  |  |  |  |  |  |  |  |  |  |  |  |  |  |  |
|  |                                             |  |  |  |  |  |  |  |  |  |  |  |  |  |  |  |
|  |                                             |  |  |  |  |  |  |  |  |  |  |  |  |  |  |  |
|  | 17. Françoise d'Orléans                     |  |  |  |  |  |  |  |  |  |  |  |  |  |  |  |
|  |                                             |  |  |  |  |  |  |  |  |  |  |  |  |  |  |  |
|  |                                             |  |  |  |  |  |  |  |  |  |  |  |  |  |  |  |
|  | 4. Henri d'Orléans                          |  |  |  |  |  |  |  |  |  |  |  |  |  |  |  |
|  |                                             |  |  |  |  |  |  |  |  |  |  |  |  |  |  |  |
|  |                                             |  |  |  |  |  |  |  |  |  |  |  |  |  |  |  |
|  | 18. Philippe d'Orléans                      |  |  |  |  |  |  |  |  |  |  |  |  |  |  |  |
|  |                                             |  |  |  |  |  |  |  |  |  |  |  |  |  |  |  |
|  |                                             |  |  |  |  |  |  |  |  |  |  |  |  |  |  |  |
|  | 9. Isabelle d'Orléans                       |  |  |  |  |  |  |  |  |  |  |  |  |  |  |  |
|  |                                             |  |  |  |  |  |  |  |  |  |  |  |  |  |  |  |
|  |                                             |  |  |  |  |  |  |  |  |  |  |  |  |  |  |  |
|  | 19. Marie-Isabelle d'Orléans                |  |  |  |  |  |  |  |  |  |  |  |  |  |  |  |
|  |                                             |  |  |  |  |  |  |  |  |  |  |  |  |  |  |  |
|  |                                             |  |  |  |  |  |  |  |  |  |  |  |  |  |  |  |
|  | 2. Michel d'Orléans                         |  |  |  |  |  |  |  |  |  |  |  |  |  |  |  |
|  |                                             |  |  |  |  |  |  |  |  |  |  |  |  |  |  |  |
|  |                                             |  |  |  |  |  |  |  |  |  |  |  |  |  |  |  |
|  | 20. Gaston d'Orléans                        |  |  |  |  |  |  |  |  |  |  |  |  |  |  |  |
|  |                                             |  |  |  |  |  |  |  |  |  |  |  |  |  |  |  |
|  |                                             |  |  |  |  |  |  |  |  |  |  |  |  |  |  |  |
|  | 10. Pierre d'Orléans-Bragance               |  |  |  |  |  |  |  |  |  |  |  |  |  |  |  |
|  |                                             |  |  |  |  |  |  |  |  |  |  |  |  |  |  |  |
|  |                                             |  |  |  |  |  |  |  |  |  |  |  |  |  |  |  |
|  | 21. Isabelle du Brésil                      |  |  |  |  |  |  |  |  |  |  |  |  |  |  |  |
|  |                                             |  |  |  |  |  |  |  |  |  |  |  |  |  |  |  |
|  |                                             |  |  |  |  |  |  |  |  |  |  |  |  |  |  |  |
|  | 5. Isabelle d'Orléans-Bragance              |  |  |  |  |  |  |  |  |  |  |  |  |  |  |  |
|  |                                             |  |  |  |  |  |  |  |  |  |  |  |  |  |  |  |
|  |                                             |  |  |  |  |  |  |  |  |  |  |  |  |  |  |  |
|  | 22. Jean Wenceslas Dobrzensky de Dobrzenicz |  |  |  |  |  |  |  |  |  |  |  |  |  |  |  |
|  |                                             |  |  |  |  |  |  |  |  |  |  |  |  |  |  |  |
|  |                                             |  |  |  |  |  |  |  |  |  |  |  |  |  |  |  |
|  | 11. Élisabeth Dobrzensky de Dobrzenicz      |  |  |  |  |  |  |  |  |  |  |  |  |  |  |  |
|  |                                             |  |  |  |  |  |  |  |  |  |  |  |  |  |  |  |
|  |                                             |  |  |  |  |  |  |  |  |  |  |  |  |  |  |  |
|  | 23. Élisabeth Kottulinsky de Kottulin       |  |  |  |  |  |  |  |  |  |  |  |  |  |  |  |
|  |                                             |  |  |  |  |  |  |  |  |  |  |  |  |  |  |  |
|  |                                             |  |  |  |  |  |  |  |  |  |  |  |  |  |  |  |
|  | 1. François d'Orléans                       |  |  |  |  |  |  |  |  |  |  |  |  |  |  |  |
|  |                                             |  |  |  |  |  |  |  |  |  |  |  |  |  |  |  |
|  |                                             |  |  |  |  |  |  |  |  |  |  |  |  |  |  |  |
|  | 24. Émilien Joseph Pasquier de Franclieu    |  |  |  |  |  |  |  |  |  |  |  |  |  |  |  |
|  |                                             |  |  |  |  |  |  |  |  |  |  |  |  |  |  |  |
|  |                                             |  |  |  |  |  |  |  |  |  |  |  |  |  |  |  |
|  | 12. Albert Joseph Pasquier de Franclieu     |  |  |  |  |  |  |  |  |  |  |  |  |  |  |  |
|  |                                             |  |  |  |  |  |  |  |  |  |  |  |  |  |  |  |
|  |                                             |  |  |  |  |  |  |  |  |  |  |  |  |  |  |  |
|  | 25. Jeanne Louise Dugas-Vialis              |  |  |  |  |  |  |  |  |  |  |  |  |  |  |  |
|  |                                             |  |  |  |  |  |  |  |  |  |  |  |  |  |  |  |
|  |                                             |  |  |  |  |  |  |  |  |  |  |  |  |  |  |  |
|  | 6. Bruno Marie Pasquier de Franclieu        |  |  |  |  |  |  |  |  |  |  |  |  |  |  |  |
|  |                                             |  |  |  |  |  |  |  |  |  |  |  |  |  |  |  |
|  |                                             |  |  |  |  |  |  |  |  |  |  |  |  |  |  |  |
|  | 26. Louis Chardiny                          |  |  |  |  |  |  |  |  |  |  |  |  |  |  |  |
|  |                                             |  |  |  |  |  |  |  |  |  |  |  |  |  |  |  |
|  |                                             |  |  |  |  |  |  |  |  |  |  |  |  |  |  |  |
|  | 13. Marguerite Marie Chardiny               |  |  |  |  |  |  |  |  |  |  |  |  |  |  |  |
|  |                                             |  |  |  |  |  |  |  |  |  |  |  |  |  |  |  |
|  |                                             |  |  |  |  |  |  |  |  |  |  |  |  |  |  |  |
|  | 27. Clotilde Blanc                          |  |  |  |  |  |  |  |  |  |  |  |  |  |  |  |
|  |                                             |  |  |  |  |  |  |  |  |  |  |  |  |  |  |  |
|  |                                             |  |  |  |  |  |  |  |  |  |  |  |  |  |  |  |
|  | 3. Béatrice Pasquier de Franclieu           |  |  |  |  |  |  |  |  |  |  |  |  |  |  |  |
|  |                                             |  |  |  |  |  |  |  |  |  |  |  |  |  |  |  |
|  |                                             |  |  |  |  |  |  |  |  |  |  |  |  |  |  |  |
|  | 28. Jules Marie Térisse                     |  |  |  |  |  |  |  |  |  |  |  |  |  |  |  |
|  |                                             |  |  |  |  |  |  |  |  |  |  |  |  |  |  |  |
|  |                                             |  |  |  |  |  |  |  |  |  |  |  |  |  |  |  |
|  | 14. Jules Emile Térisse                     |  |  |  |  |  |  |  |  |  |  |  |  |  |  |  |
|  |                                             |  |  |  |  |  |  |  |  |  |  |  |  |  |  |  |
|  |                                             |  |  |  |  |  |  |  |  |  |  |  |  |  |  |  |
|  | 29. Marie Marthe Fouillouse                 |  |  |  |  |  |  |  |  |  |  |  |  |  |  |  |
|  |                                             |  |  |  |  |  |  |  |  |  |  |  |  |  |  |  |
|  |                                             |  |  |  |  |  |  |  |  |  |  |  |  |  |  |  |
|  | 7. Jacqueline Françoise Térisse             |  |  |  |  |  |  |  |  |  |  |  |  |  |  |  |
|  |                                             |  |  |  |  |  |  |  |  |  |  |  |  |  |  |  |
|  |                                             |  |  |  |  |  |  |  |  |  |  |  |  |  |  |  |
|  | 30. Marquis Stéphane Hippolyte de Laizer    |  |  |  |  |  |  |  |  |  |  |  |  |  |  |  |
|  |                                             |  |  |  |  |  |  |  |  |  |  |  |  |  |  |  |
|  |                                             |  |  |  |  |  |  |  |  |  |  |  |  |  |  |  |
|  | 15. Marie Hélène de Laizer                  |  |  |  |  |  |  |  |  |  |  |  |  |  |  |  |
|  |                                             |  |  |  |  |  |  |  |  |  |  |  |  |  |  |  |
|  |                                             |  |  |  |  |  |  |  |  |  |  |  |  |  |  |  |
|  | 31. Marie Louise Ruinart de Brimont         |  |  |  |  |  |  |  |  |  |  |  |  |  |  |  |
|  |                                             |  |  |  |  |  |  |  |  |  |  |  |  |  |  |  |
|  |                                             |  |  |  |  |  |  |  |  |  |  |  |  |  |  |  |